# Cyrtarachne raniceps
Cyrtarachne raniceps is een spinnensoort uit de familie van de wielwebspinnen (Araneidae).
De wetenschappelijke naam van de soort werd in 1900 gepubliceerd door Reginald Innes Pocock.